# سكوت ميتشيل روزنبرغ
سكوت ميتشيل روزنبرغ (بالإنجليزية: Scott Mitchell Rosenberg)‏ هو ناشر ومنتج أفلام أمريكي، ولد في 1963 في الولايات المتحدة.

## وصلات خارجية
- سكوت ميتشيل روزنبرغ على موقع IMDb (الإنجليزية)
- سكوت ميتشيل روزنبرغ على موقع بوكس أوفيس موجو (الإنجليزية)
- سكوت ميتشيل روزنبرغ على موقع قاعدة بيانات الفيلم (الإنجليزية)